# Curva (Bolivia)
Curva è un comune (municipio in spagnolo) della Bolivia nella provincia di Bautista Saavedra (dipartimento di La Paz) con 2.965 abitanti (dato 2010).

## Cantoni
Il comune è suddiviso in 8 cantoni (popolazione 2001):
- Calaya - 502 abitanti
- Cañisaya - 204 abitanti
- Curva - 523 abitanti
- Kapna - 202 abitanti
- Lagunillas - 158 abitanti
- Puli - 136 abitanti
- Taypi Cañuhuma 323 abitanti
- Upinhuaya - 265 abitanti